# Manduromanggunggaja
Manduromanggunggaja is een bestuurslaag in het regentschap Mojokerto van de provincie Oost-Java, Indonesië. Manduromanggunggaja telt 5886 inwoners (volkstelling 2010).